# Bagdad Lufthavn
Bagdad Lufthavn (arabisk: مطار بغداد الدولي, engelsk: Baghdad International Airport) er Iraks største lufthavn. Den ligger i udkanten af Bagdad, ca. 16 km vest for bykernen.
Inden Irakkrigen i 2003 hed lufthavnen Saddam International Airport, til ære for Iraks diktator Saddam Hussein. Efter invasionen blev den dog omdøbt til Baghdad International Airport.
Lufthavnen blev bygget imellem 1979 og 1982. Den blev overtaget af det amerikanske militær, da Bagdad faldt i april 2003. I dag er lufthavnen under civil kontrol, men i området rundt om lufthavnen ligger en del af koalitionsstyrkernes vigtige installationer og baser og huser blandt andet en irakisk flyvestation, New Al Muthana Air Base.